# Cantó de Marsella Montolivet
El cantó de Marsella Montolivet és un cantó francès del departament de les Boques del Roine, situat al districte de Marsella. És format per part del municipi de Marsella.

## Municipis
Aplega tot o part dels següents barris de Marsella:
- Montolivet
- Saint-Julien
- Saint-Jean du Désert
- Saint-Barnabé
- Bois Luzy
- Petit Bosquet
- Beaumont
- La Fourragère

## Història
| Data d'elecció                           | Identitat       | Partit | Qualitat |
| ---------------------------------------- | --------------- | ------ | -------- |
| 1967-1985                                | M. Heyraud      | PS     |          |
| 1985-1992                                | Michel Coullomb | PS     |          |
| 1992-2005                                | Roland Blum     | UDF-DL |          |
| 2005-                                    | Maurice Rey     | UMP    |          |
| les dades anteriors no són pas conegudes |                 |        |          |